# 曼努埃尔·郑
曼努埃尔·郑（Manuel Chang），莫桑比克政治人物，2005年至2015年出任莫桑比克财政部长。曼努埃尔·郑是莫桑比克华侨后代，祖籍广东中山三乡。
曼努埃爾因涉嫌捲入價值20億美元的貪污醜聞而受到通緝，這起案件使莫桑比克陷入金融危機。
2018年，依據美國政府的逮捕令，他在南非被捕。隨後，關於是否將他送回莫桑比克或美國的法律爭論持續了數年。2023年被引渡至美國。
2024 年 8 月 8 日聯邦陪審團判定他犯有串謀電匯欺詐和串謀洗錢罪成立